# Kurres kapell
Kurres kapell var ett svenskt proggband med kopplingar till SSU, verksamt under 1970- och 80-talen.
Bandet bildades i Boliden 1977. 1979 utkom gruppens första och enda album, det självbetitlade Kurres kapell. Gruppen turnerade i början av 1980-talet med musikalen Kalla vindar[källa behövs] och ville "med sång och musik ville föra ut det politiska budskapet”. 1985 utgavs en singel med samma namn som musikalen.

## Medlemmar
- Kurre Söderström - gitarr och sång
- Kent Lindegren - slagverk
- Kenneth Eriksson - gitarr och sång
- Stefan Wiklund - bas
- Christer Lindgren - ljud
- Mia Eriksson - sång

- Ann-Sofi Burman - sång
- Mikael Burman - bas
- Gunnar Marklund - piano
- Pelle Lindbom - gitarr

## Diskografi
Album
- 1979 – Kurres kapell

Singlar
- 1985 – Kalla vindar

### Fotnoter
1. 1 2  Lundqvist, Olle (12 juni 2007). ”När Håkan spelade för Tage”. Norran. Arkiverad från originalet den 18 april 2013. https://archive.is/20130418164413/http://norran.se/2007/06/arkivet/narhakanspeladefortage/. Läst 6 januari 2013.
2. ↑  Petterson, Tobias; Ulf Henningsson (2007) (på engelska). The Encyclopedia of Swedish Progressive Music 1967-1979 (1:a uppl.). Premium Publishing. sid. 99. ISBN 978-91-89136-22-9
3. ↑  ”Kurres kapell”. Svensk mediedatabas. http://smdb.kb.se/catalog/search?q=kurres+kapell&x=0&y=0. Läst 6 januari 2013.